# Efai
L'Efai (o Effiat) és una llengua que es parla a l'estat d'Akwa Ibom al sud-est de Nigèria i al Camerun.
Segons l'ethnologue.com hi ha 6.220 parlants d'efai (2000) a Nigèria i un total de 7210 parlants d'efai a tots els països. A Akwa Ibom, es parla a la LGA d'Ibom.
El 94% dels parlants d'efai són cristians (el 6% evangelistes).